# 無斑半齒脂鯉
無斑半齒脂鯉（学名：Hemiodus immaculatus）為輻鰭魚綱脂鯉目脂鯉亞目半齒脂鯉科的其一種，分布於南美洲Japura河、黑河、Trombetas河、Tapajos河、Canuma河與奧里諾科河等流域，體長可達24.7公分，棲息在底中層水域，生活習性不明，可做為食用魚。
其种加词“immaculatus”意为“无斑的”。